# Квазіпраліси Микуличинського лісництва
Квазіпраліси Микуличинського лісництва — пралісова пам'ятка природи місцевого значення. Об'єкт розташований на території Надвірнянського району Івано-Франківської області, ДП «Делятинське лісове господарство», Микуличинське лісництво, квартал 28, виділи 8, 10.
Площа — 20,5 га, статус отриманий у 2020 році.